# بایدن کارپنتر
بایدن کارپنتر (١٩٠٩–۱۹۹۵) یک هنرمند هیلبلی و بلوگراس بود که در دهه های ۱۹۳۰ و ۱۹۴۰ درایالات متحده فعالیت داشت.  

## شخصی
کارپنتر در ۲۶ فوریه ۱۹۰۹ در فریس ، محله گریسون ، ویرجینیا متولد شد و در پیپرس گپ ، محله کارول ، ویرجینیا  و اسپارتا و چری لین در منطقه آلیگانی ، کارولینای شمالی بزرگ شد .   او در تاریخ ۲۵ مه ۱۹۹۵ در چریویل ، محله گاستون ، کارولینای شمالی درگذشت. کارپنتر نام خانوادگی پذیرفته شده او بود - او در جان دبلیو و ماری ای سامیت متولد شد اما تا سال ۱۹۳۰ از نام خانوادگی ناپدری خود استفاده می کرد. 

## حرفه موسیقی
در سال ۱۹۳۰ ، کارپنتون در وینستون-سالم ، محله فورسیت ، کارولینای شمالی ، به عنوان نوازنده در ارکستر کار می کرد.  او که خود را به عنوان "هیلی بیلی " معرفی کرد ، و در چندین گروه از جمله شامل 'سونس مونتریسوید ماینر ، برادران مونرو بیل مونرو و کریزی واتر کریستال اسپانسرد و کریزی کریستال بارن دنس  گروه نمایشی در شارلوت ، کارولینای شمالی شروع به نواختن کرد.  
وی بزرگترین موفقیت موسیقی خود را در اواسط دهه ۱۹۳۰ با کار در ایستگاه رادیویی WPTF در رالی ، کارولینای شمالی و سیاحت با "پدربزرگ بلوگراس ، وید ماینر و گروه پسرانش از کوهنوردان و برادران مونرو بیل مونرو ، "  و بازی با ارنست تامپسون fه دست اورد. 
مجموعه ویلیام لئونارد یوری اپالاچیان در دانشگاه ایالتی آپالاچیان در بون ، کارولینای شمالی عکسی از کارپنتر با گیتارش و "هیلی بیلی "از شهرستان الیگنی در کتابی با عنوان گاسپل خواننده قدیمی که بایدن کارپنتر نوشته پیدا کرده است. کتابچه ای که بایدن کارپنتر در سال ۱۹۳۰ که عنوان اصلی ان هیلی بیلیی بوده و داستان زندگیش را شعرهایش را با ترانه هایش بازگومیکند ،هنوز در خاطر ما زنده است.